# Florencia Benítez
Florencia Benítez (* 5. September 1986 in Argentinien) ist eine argentinische Schauspielerin und Sängerin.

## Leben
Florencia Benítez begann ihre Karriere 2006 im Theater. In Argentinien wurde sie 2010 durch die Rolle der Teresa Grossi in der Jugendserie Sueña conmigo bekannt. Sie nahm auch an der gleichnamigen Konzert-Tournee durch Argentinien teil. Nebenbei ist Benítez in einigen Theaterstücken zu sehen.
Internationale Bekanntheit erlangte sie durch die Rolle der Intrigantin Jade LaFontaine in der Disney-Channel-Telenovela Violetta, in der Benítez von 2012 bis 2015 zu sehen war.
Von 2013 bis 2014 wirkte sie jeweils in Los vecinos en guerre und Solamente cos mit.

## Filmografie (Auswahl)
- 2010–2011: Sueña conmigo (Fernsehserie)
- 2012–2015: Violetta (Fernsehserie)
- 2013–2014: Los vecinos en guerre (Fernsehserie)
- 2013–2014: Solamente cos (Fernsehserie)
- 2019: GO! Sei du selbst (Netflix-Serie)
- 2019: GO! Eine unvergessliche Party (Netflix-Spezial)